# Losheim am See
Losheim am See (ou en français Losheim-au-Lac) est une commune allemande de l'arrondissement de Merzig-Wadern, en Sarre, d'environ 16 700 habitants.
La commune est fréquentée par des touristes du fait du lac artificiel de Losheim.

## Géographie
La commune est située au nord de la Sarre, entre Sarrebruck et Trèves, et fait partie des parcs naturels de "Saar-Hunsrück" et de "Schwarzwälder Hochwald".

### Quartiers de la commune
Les 12 Ortsteile s'appellent: Bachem, Bergen, Britten, Hausbach, Losheim, Mitlosheim, Niederlosheim, Rimlingen, Rissenthal, Scheiden, Wahlen et Waldhölzbach.

### Accès
La voie ferrée reliant (de) Losheim à Mercy (=Merzig) et à Büschfeld ayant été transformée en un musée ferroviaire, la commune est seulement accessible par la route.
Losheim est traversée par la Bundesstrasse (route fédérale) B 268 (Trèves - Sarrebruck). Du fait du trafic important sur la route de Mercy, un classement de cette dernière en Bundesstrasse est en discussion.

## Toponymie
En allemand, am See = sur-le-lac. 

En sarrois : Luushemm.

## Jumelage
La ville de Losheim am See est jumelée avec :
- La Croix-Saint-Ouen (France)
- Capannori (Italie)
- Bokungu (République démocratique du Congo)
- Copargo (Bénin)

## Liens externes

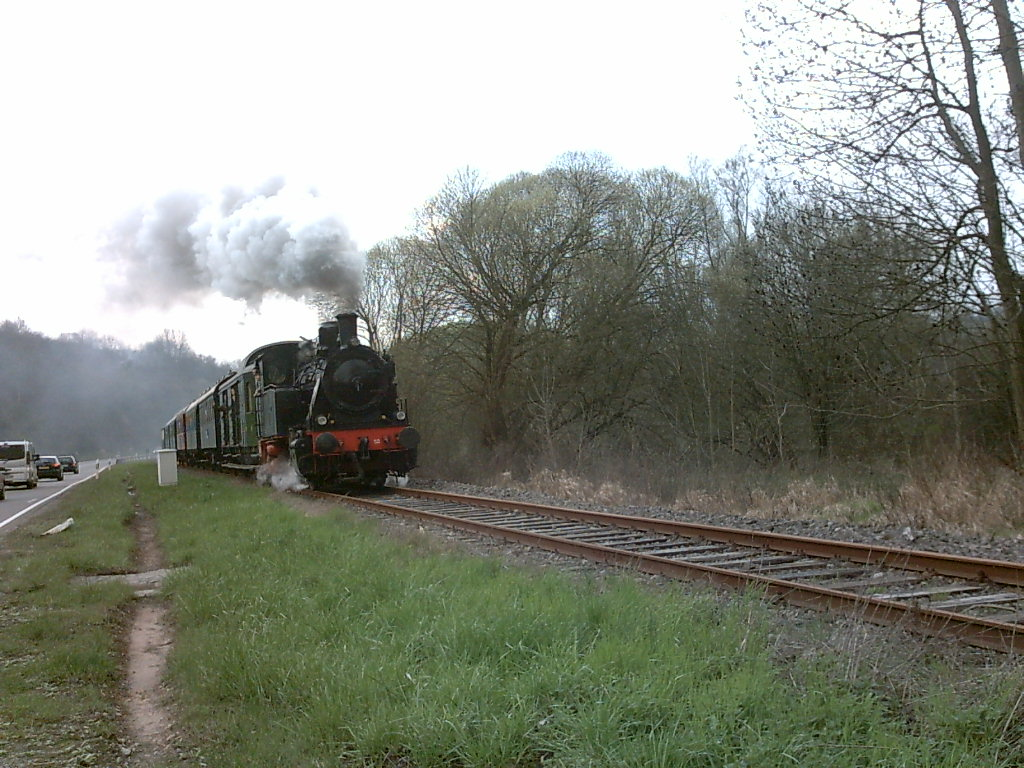
Un train du musée ferroviaire.